# ئی‌ام‌دی جی۲۲سی‌یو
ئی‌ام‌دی جی۲۲سی‌یو (انگلیسی: EMD G22CU) یک لوکوموتیو ساخت شرکت الکترو-موتیو دیویژن است که تحت لیسانس در چند کشور همانند آٰرژانتین، برزیل، آلمان، سوئد، اسپانیا و یوگسلاوی بوده است.
این لوکوموتیو در دهه ۱۹۷۰ تولید میشده و دارای ۱۰۵ کیلومتر بر ساعت سرعت نهایی و ۹۲ تن وزن بوده است.

## نگارخانه

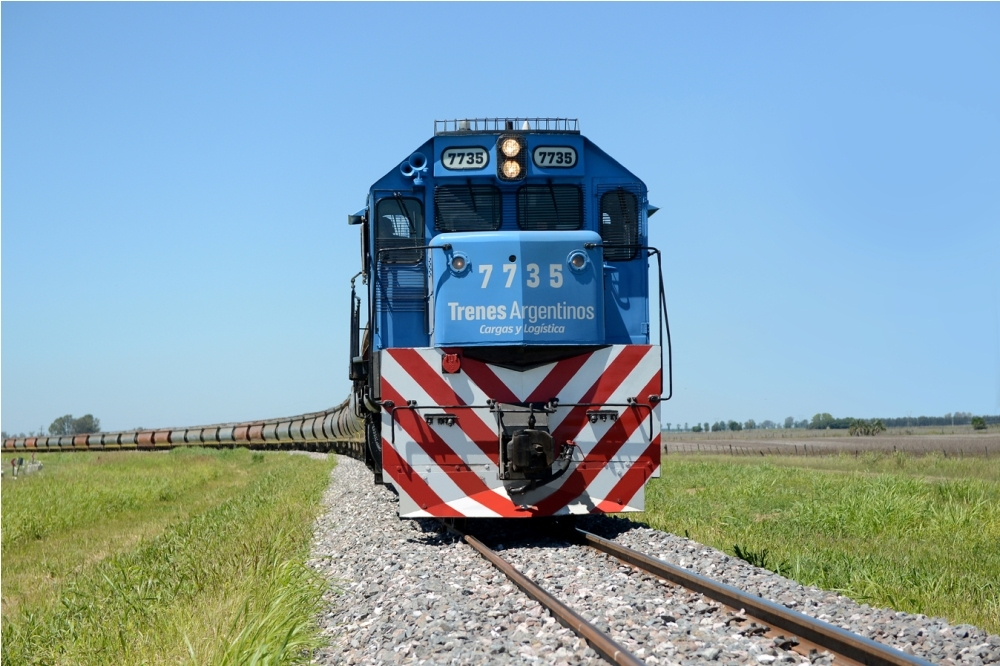
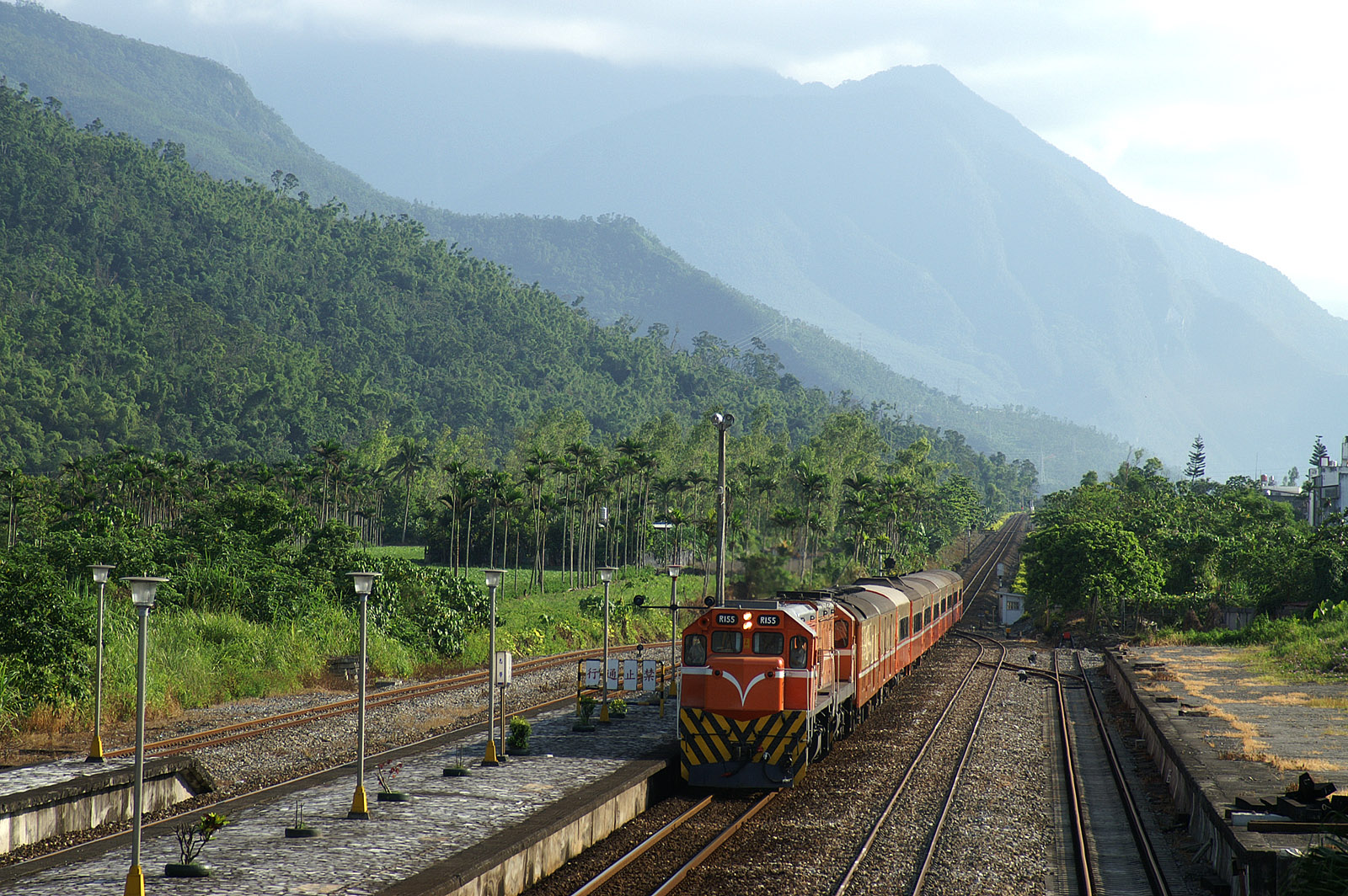